# Dear Science
Dear Science är ett musikalbum av den amerikanska alternativa musikgruppen TV on the Radio som gavs ut 2008 av skivbolaget Interscope Records i Nordamerika, samt av 4AD i resten av världen. Det var gruppens tredje studioalbum. Albumet fick nästan uteslutande ett starkt positivt bemötande av musikpressen och snittar på det höga betyget 88/100 på Metacritic.

## Låtlista
(upphovsman inom parentes)
1. "Halfway Home"	(Adebimpe) - 5:31
2. "Crying" (Malone, Bunton) - 4:10
3. "Dancing Choose" (Adebimpe, Sitek) - 2:56
4. "Stork & Owl" (Malone) - 4:01
5. "Golden Age" (Malone, Sitek) - 4:11
6. "Family Tree" (Adebimpe) - 5:33
7. "Red Dress" (Malone, Sitek) - 4:25
8. "Love Dog" (Adebimpe) - 5:36
9. "Shout Me Out" (Adebimpe) - 4:15
10. "DLZ" (Adebimpe) - 3:48
11. "Lover's Day" (Malone) - 5:54

## Listplaceringar
- Billboard 200, USA: #12[2]
- UK Albums Chart, Storbritannien: #33[3]
- Frankrike: #57[4]
- Nederländerna: #27[5]
- VG-lista, Norge: #16[6]